# Cheyenne Lewis
Cheyenne Lewis (8 de septiembre de 1996) es una deportista estadounidense que compite en taekwondo. Ganó una medalla de oro en los Juegos Panamericanos de 2015, y una medalla de oro en el Campeonato Panamericano de Taekwondo de 2018.

## Palmarés internacional
| Juegos Panamericanos    | Juegos Panamericanos     | Juegos Panamericanos | Juegos Panamericanos |
| Año                     | Lugar                    | Medalla              | Categoría            |
| ----------------------- | ------------------------ | -------------------- | -------------------- |
| 2015                    | Toronto (Canadá)         | Medalla de oro       | –57 kg               |
| Campeonato Panamericano |                          |                      |                      |
| Año                     | Lugar                    | Medalla              | Categoría            |
| 2018                    | Spokane (Estados Unidos) | Medalla de oro       | –62 kg               |